# إليوت وارد تشيني جونيور
إليوت وارد تشيني جونيور (بالإنجليزية: Elliott Ward Cheney, Jr.) هو رياضياتي أمريكي، ولد في 28 يونيو 1929 في بيت لحم في الولايات المتحدة، وتوفي في 13 يوليو 2016.